# Jenny Rydstedt
Jenny Ann Elisabeth Rydstedt, född Jederlund den 22 januari 1970 i Boo församling, Stockholms län, förbundsordförande för Ung Vänster 1993–1996, och under den tiden hette hon Jenny Jederlund.
Hon drev JA Kommunikation AB tillsammans med Annette Lilliestierna.